# Borísovka (Bélgorod)
Borísovka (ruso: Бори́совка) es un asentamiento de tipo urbano de Rusia, capital del raión homónimo en la óblast de Bélgorod.
En 2021, el asentamiento tenía una población de 12 553 habitantes. En su territorio no hay pedanías.
Se ubica unos 40 km al oeste de Bélgorod, sobre la carretera 14K-4 que lleva a Gráivoron.

## Historia
Se conoce la existencia de la localidad en documentos desde 1695, cuando era una slobodá en el uyezd de Jotmyzhsk. En 1705, las tierras de Borísovka fueron adquiridas por Borís Sheremétev. En la segunda mitad del siglo XIX, pasó a ser capital de una vólost con una población de más de diecisiete mil habitantes, que destacaba por su producción de artesanía. Tras la Revolución Rusa de 1917, su estatus pasó de slobodá a pueblo (seló), hasta que en 1959 fue reconocido como asentamiento de tipo urbano. Es capital distrital desde 1928, si bien perdió gran parte de su jurisdicción distrital en 1989, cuando el raión de Gráivoron se separó del de Borísovka.